# A.S.D. Sambiase 1962
ASD Sambiase Lamezia 1923 là một câu lạc bộ bóng đá Ý có trụ sở tại Lamezia Terme, Calabria.

## Lịch sử
Câu lạc bộ có nguồn gốc từ thành phố Sambiase cũ, được sáp nhập với các đô thị lân cận Nicastro và Eufemia để tạo ra Lamezia Terme vào năm 1968. Câu lạc bộ, được thành lập vào năm 1923, xuất hiện lần đầu tại Prima Divisione Calabria trong mùa giải 1948. Năm 1952, câu lạc bộ đã bị loại khỏi tất cả các giải vô địch sau một cuộc bạo loạn sau kết quả của trận đấu với Oppido Mamertina: Chỉ đến năm 1962, câu lạc bộ đã được cải tổ với tên gọi SC Sambiase. Sau khi hồi phục, câu lạc bộ đã có một loạt mùa giải với kết quả hỗn hợp, cho đến khi thăng hạng ở Serie D dưới sự lãnh đạo của Chủ tịch Costabile và Misuraca và Thomas De Pietri và Marcello Pasquino: phép thuật này kéo dài từ năm 1984 đến 1989.
Câu lạc bộ đã trở lại Serie D vào năm 2009, kết thúc vị trí thứ 10 trong mùa giải 2009-10, thứ 4 trong năm 2010-11 và thứ 10 trong năm 2011-12.

## Màu sắc và huy hiệu
Màu của đội là đỏ và vàng.